# Норвегия на зимних Паралимпийских играх 2006
Норвегия на зимних Паралимпийских играх 2006 года, проходивших в итальянском городе Турине, была представлена 28 спортсменами (25 мужчинами и 3 женщинами). Паралимпийская сборная Норвегии заняла 12-е общекомандное место.

## Медали
| Турин 2006 | Золото | Серебро | Бронза | Всего |
| Норвегия   | 1      | 1       | 3      | 5     |

## Медалисты
| М. | Призёры | Вид спорта   | Дисциплина                                  | Прим. |
| -- | --- | ------------ | ------------------------------------------- | ----- |
| 1  | Кьяртан Хоген Карл Эйнар Хенриксен Андреас Густвейт | Лыжные гонки | открытая эстафета 1x3,75 / 2x5 км (мужчины) | [ 3 ] |
| 2  | Хельге Бьёрнстад Эскиль Хаген Атль Хаглунд Лойд Реми Йохансен Рогер Йохансен Кьетиль Корбу Нильсен Кнут Андре Нордстога Рольф Эйнар Педерсен Томмю Ровельстад Кьель Видар Рёйне Йохан Сиквеланд Стиг Торе Свее Мортен Вернес Арне Вик | Следж-хоккей |                                             | [ 4 ] |
| 3  | Нильс-Эрик Ульсет | Биатлон      | 7,5 км стоя (мужчины)                       | [ 5 ] |
| 3  | Нильс-Эрик Ульсет | Биатлон      | 12,5 км стоя (мужчины)                      | [ 6 ] |
| 3  | Хельге Фло | Лыжные гонки | 5 км, с нарушениями зрения (мужчины)        | [ 7 ] |